# Moralism
| Moralism |
| --- |
| The Drunkard's Progress av Nathaniel Currier (1846), där man varnar om att även måttlig alkoholkonsumtion steg för steg leder till totalt fördärv. - Betydelse – filosofi som uttalar moraliska domar - Motsats – estetik, liberalism - Relaterade begrepp – dubbelmoral, moralisering, moralpanik, värdekonservatism |

Moralism är en filosofisk strömning som betonar frågor om rätt gentemot orätt och att mänskligt handlande bör vara i samklang med moraliska principer. Den står i motsats till dels en inriktning baserat på estetiska principer, dels en som är kopplad till ett varmare känsloliv. Moralismen som begrepp appliceras ofta något nedsättande, kopplat till beskyllningar om puritansk renhetsiver eller påstått föredöme.

## Användning
Moralismen handlar om att betona eller framhäva det sedligt goda, eller en bedömning utifrån främst eller enbart moralisk synpuynkt. Inom teologin handlar det bland annat om att människan utifrån sin egen rättfärdighet vill bli frälst inför Gud.
I informell bemärkelse syftar moralism på en traditionellt restriktiv syn på sexualitet och en benägenhet att kritisera individer med en annan inställning. I detta avseende har moralismens omfattning gått i vågor under historien. En känd moralistvåg sägs ibland vara den viktorianska, eller oskarianska som den också kallas i Sverige och Norge, som kännetecknade 1800-talets mitt. I moralfrågor utsattes den för kritik bland annat från Karl Marx och Friedrich Engels, som ibland sägs ha förfäktat en antimoralism.
Exempel på rörelser som ibland kallas för moralistiska och moralpolitiska är kristen höger och radikalfeminism (åtminstone i deras gemensamma motstånd mot pornografi). Moralism sägs då stå i motsats till liberalism och liberala principer.

### Negativ och positivt
Moralist och moralism används i vardagligt tal ofta som en negativt laddad benämning. Den sägs om människor som man anser lägger sig i andras liv, och därmed sätter sig till doms över deras levnadssätt. Inom den akademiska världen kan man se moraliska fördömanden i studenttexter som en avvikelse från ett objektivt och faktabaserat förhållningssätt.
Dock finns det vissa som anser att moralism och att bli kallad moralist är något positivt. De anser ofta att dagens samhälle degenererats och att det krävs en viss moralism i samhället. 2015 sågs ordet nymoralism i svensk text för första gången.

## Etymologi
Ordet moralism finns i svensk text sedan 1860. Det var då bildat efter förebilder i tyska (Moralismus), franska (moralisme) och engelska (moralism). Ordet introducerades i svenskan via Carl Alfred Cornelius Lärobok i kyrkohistorien för elementarläroverken, där han på sid 82 skriver "Om man .. med ett ensidigt framhäfvande af den mänskliga viljan, anser religionen bestå endast i trogen pliktuppfyllelse, så framkommer en ensidighet, som man kallar moralism."